# Назна (Муреш)
Назна (рум. Nazna) насеље је у Румунији у округу Муреш у општини Санкрају де Муреш. Oпштина се налази на надморској висини од 305 m.

## Историја
Према државном шематизму православног клира Угарске 1846. године у месту Назнанфалва живело је 51 породица, са још придодатих филијалних - 35 из Кишфалуда. Православни парох био је тада поп Јаков Поповић.

## Становништво
Према подацима из 2002. године у насељу је живело 2033 становника.

### Попис2002.
| Расподела становништва по националности 2002.‍ | Расподела становништва по националности 2002.‍ | Расподела становништва по националности 2002.‍ | Расподела становништва по националности 2002.‍ | Расподела становништва по националности 2002.‍ |
| --------------------------------------------- | --------------------------------------------- | --------------------------------------------- | --------------------------------------------- | --------------------------------------------- |
|                                               |                                               |                                               |                                               |                                               |
| Румуни                                        | Румуни                                        |                                               | 1.850                                         | 91,1%                                         |
| Мађари                                        | Мађари                                        |                                               | 180                                           | 8,9%                                          |